# ISO 3166-2:ES
ISO 3166-2:ES is een ISO-standaard met betrekking tot de zogenaamde geocodes. Het is een subset van de ISO 3166-2 tabel, die specifiek betrekking heeft op Spanje.
De gegevens werden tot op 26 november 2018 geüpdatet op het ISO Online Browsing Platform (OBP). Hier worden 17 autonome gemeenschappen - autonomous community (en) / communauté autonome (fr) / comunidad autónoma (es) - , 2 autonome steden in Noord-Afrika - autonomous city in North Africa (en) / ville autonome en Afrique du Nord (fr) / ciudad autónoma en el Norte de África (es) - en 50 provincies - province (en) / province (fr) / provincia (es) - gedefinieerd.
Volgens de eerste set, ISO 3166-1, staat ES voor Spanje, het tweede gedeelte is een een- of tweeletterige code.

## Codes
| Code  | Spaans                      | Andere taal                 | Categorie                     | Deel van |
| ----- | --------------------------- | --------------------------- | ----------------------------- | -------- |
| ES-AN | Andalucía                   |                             | autonome gemeenschap          |          |
| ES-AL | Almería                     |                             | provincie                     | ES-AN    |
| ES-CA | Cádiz                       |                             | provincie                     | ES-AN    |
| ES-CO | Córdoba                     |                             | provincie                     | ES-AN    |
| ES-GR | Granada                     |                             | provincie                     | ES-AN    |
| ES-H  | Huelva                      |                             | provincie                     | ES-AN    |
| ES-J  | Jaén                        |                             | provincie                     | ES-AN    |
| ES-MA | Málaga                      |                             | provincie                     | ES-AN    |
| ES-SE | Sevilla                     |                             | provincie                     | ES-AN    |
| ES-AR | Aragón                      |                             | autonome gemeenschap          |          |
| ES-HU | Huesca                      |                             | provincie                     | ES-AR    |
| ES-TE | Teruel                      |                             | provincie                     | ES-AR    |
| ES-Z  | Zaragoza                    |                             | provincie                     | ES-AR    |
| ES-AS | Asturias, Principado de     |                             | autonome gemeenschap          |          |
| ES-O  | Asturias                    |                             | provincie                     | ES-AS    |
| ES-CN | Canarias                    |                             | autonome gemeenschap          |          |
| ES-GC | Las Palmas                  |                             | provincie                     | ES-CN    |
| ES-TF | Santa Cruz de Tenerife      |                             | provincie                     | ES-CN    |
| ES-CB | Cantabria                   |                             | autonome gemeenschap          |          |
| ES-S  | Cantabria                   |                             | provincie                     | ES-CB    |
| ES-CM | Castilla-La Mancha          |                             | autonome gemeenschap          |          |
| ES-AB | Albacete                    |                             | provincie                     | ES-CM    |
| ES-CR | Ciudad Real                 |                             | provincie                     | ES-CM    |
| ES-CU | Cuenca                      |                             | provincie                     | ES-CM    |
| ES-GU | Guadalajara                 |                             | provincie                     | ES-CM    |
| ES-TO | Toledo                      |                             | provincie                     | ES-CM    |
| ES-CL | Castilla y León             |                             | autonome gemeenschap          |          |
| ES-AV | Ávila                       |                             | provincie                     | ES-CL    |
| ES-BU | Burgos                      |                             | provincie                     | ES-CL    |
| ES-LE | León                        |                             | provincie                     | ES-CL    |
| ES-P  | Palencia                    |                             | provincie                     | ES-CL    |
| ES-SA | Salamanca                   |                             | provincie                     | ES-CL    |
| ES-SG | Segovia                     |                             | provincie                     | ES-CL    |
| ES-SO | Soria                       |                             | provincie                     | ES-CL    |
| ES-VA | Valladolid                  |                             | provincie                     | ES-CL    |
| ES-ZA | Zamora                      |                             | provincie                     | ES-CL    |
| ES-CT | Cataluña                    | Catalunya                   | autonome gemeenschap          |          |
| ES-B  | Barcelona                   | Barcelona                   | provincie                     | ES-CT    |
| ES-GI | Gerona                      | Girona                      | provincie                     | ES-CT    |
| ES-L  | Lérida                      | Lleida                      | provincie                     | ES-CT    |
| ES-T  | Tarragona                   | Tarragona                   | provincie                     | ES-CT    |
| ES-CE | Ceuta                       |                             | autonome stad in Noord-Afrika |          |
| ES-EX | Extremadura                 |                             | autonome gemeenschap          |          |
| ES-BA | Badajoz                     |                             | provincie                     | ES-EX    |
| ES-CC | Cáceres                     |                             | provincie                     | ES-EX    |
| ES-GA | Galicia                     |                             | autonome gemeenschap          |          |
| ES-C  | La Coruña                   | A Coruña                    | provincie                     | ES-GA    |
| ES-LU | Lugo                        | Lugo                        | provincie                     | ES-GA    |
| ES-OR | Orense                      | Ourense                     | provincie                     | ES-GA    |
| ES-PO | Pontevedra                  |                             | provincie                     | ES-GA    |
| ES-IB | Islas Baleares              | Illes Balears               | autonome gemeenschap          |          |
| ES-PM | Baleares                    | Balears                     | provincie                     | ES-IB    |
| ES-RI | La Rioja                    |                             | autonome gemeenschap          |          |
| ES-LO | La Rioja                    |                             | provincie                     | ES-RI    |
| ES-MD | Madrid, Comunidad de        |                             | autonome gemeenschap          |          |
| ES-M  | Madrid                      |                             | provincie                     | ES-MD    |
| ES-ML | Melilla                     |                             | autonome stad in Noord-Afrika |          |
| ES-MC | Murcia, Región de           |                             | autonome gemeenschap          |          |
| ES-MU | Murcia                      |                             | provincie                     | ES-MC    |
| ES-NC | Navarra, Comunidad Foral de | Nafarroako Foru Komunitatea | autonome gemeenschap          |          |
| ES-NA | Navarra                     | Nafarroa                    | provincie                     | ES-NC    |
| ES-PV | País Vasco                  | Euskal Herria               | autonome gemeenschap          |          |
| ES-VI | Álava                       | Araba                       | provincie                     | ES-PV    |
| ES-BI | Vizcaya                     | Bizkaia                     | provincie                     | ES-PV    |
| ES-SS | Guipúzcoa                   | Gipuzkoa                    | provincie                     | ES-PV    |
| ES-VC | Valenciana, Comunidad       | Valenciana, Comunitat       | autonome gemeenschap          |          |
| ES-A  | Alicante                    | Alacant                     | provincie                     | ES-VC    |
| ES-CS | Castellón                   | Castelló                    | provincie                     | ES-VC    |
| ES-V  | Valencia                    | València                    | provincie                     | ES-VC    |